# Jany Temime
Jany Temime (Algiers, 11 april 1948) is een in Algerije geboren Frans-Nederlandse kostuumontwerpster van voornamelijk films, ook wel aangeduid als costume designer. Ze won de Costume Designers Guild Awards in 2012 voor de film Harry Potter and the Deathly Hallows – Part 2, in 2013 voor de film Skyfall en in 2023 voor de televisieserie House of the Dragon. Ook won ze in 2023 de Primetime Emmy Award met House of the Dragon.

## Levensloop
Temime werd geboren in Algiers en verhuisde als tiener naar Parijs. Als dochter van confectie bedrijfseigenaren ontwierp ze in haar jeugd kleding voor haar poppen en bezocht ze regelmatig de bioscoop. Ze volgde een opleiding aan de Université Paris-Nanterre in Parijs en behaalde daar een Master in Frans en literatuur. Haar eerste baan was bij Elle als modejournaliste. Tijdens haar opleiding werd haar geadviseerd om een carrière in de filmindustrie te beginnen. Na enkele filmproducties als costume designer-stagiaire te hebben gewerkt, verhuisde Temime in de jaren zeventig naar Nederland waar haar carrière begon als costume designer met de film Rooie Sien.
Met haar kostuums was ze verantwoordelijk voor een aantal grote Nederlandse filmproducties in de jaren tachtig als De lift, Ciske de Rat en Op hoop van zegen en in de jaren negentig met de gewonnen Oscar voor beste niet-Engelstalige films Antonia en Kararaker. Na haar laatste genoemde film verhuisde ze naar Londen. Haar grote internationale doorbraak was mede dankzij filmregisseur Alfonso Cuarón waarvoor ze kostuums ontwierp voor de film Harry Potter and the Prisoner of Azkaban. Daarna had ze met Cuarón ook een samenwerking aan de films Children of Men en Gravity.
Temime bekendste werken zijn de laatste zes Harry Potter films en de James Bondfilms Skyfall en Spectre. In 2015 werd Temime lid van de Academy of Motion Picture Arts and Sciences. In een interview in 2016 met de twee hoofdrolspelers van de film Passengers sprak acteur Chris Pratt alleen maar lovende woorden over haar op de filmset en haar kostuums.
In haar carrière won ze zeven film- en televisieprijzen, waaronder een Rembrandt Award.

## Filmografie

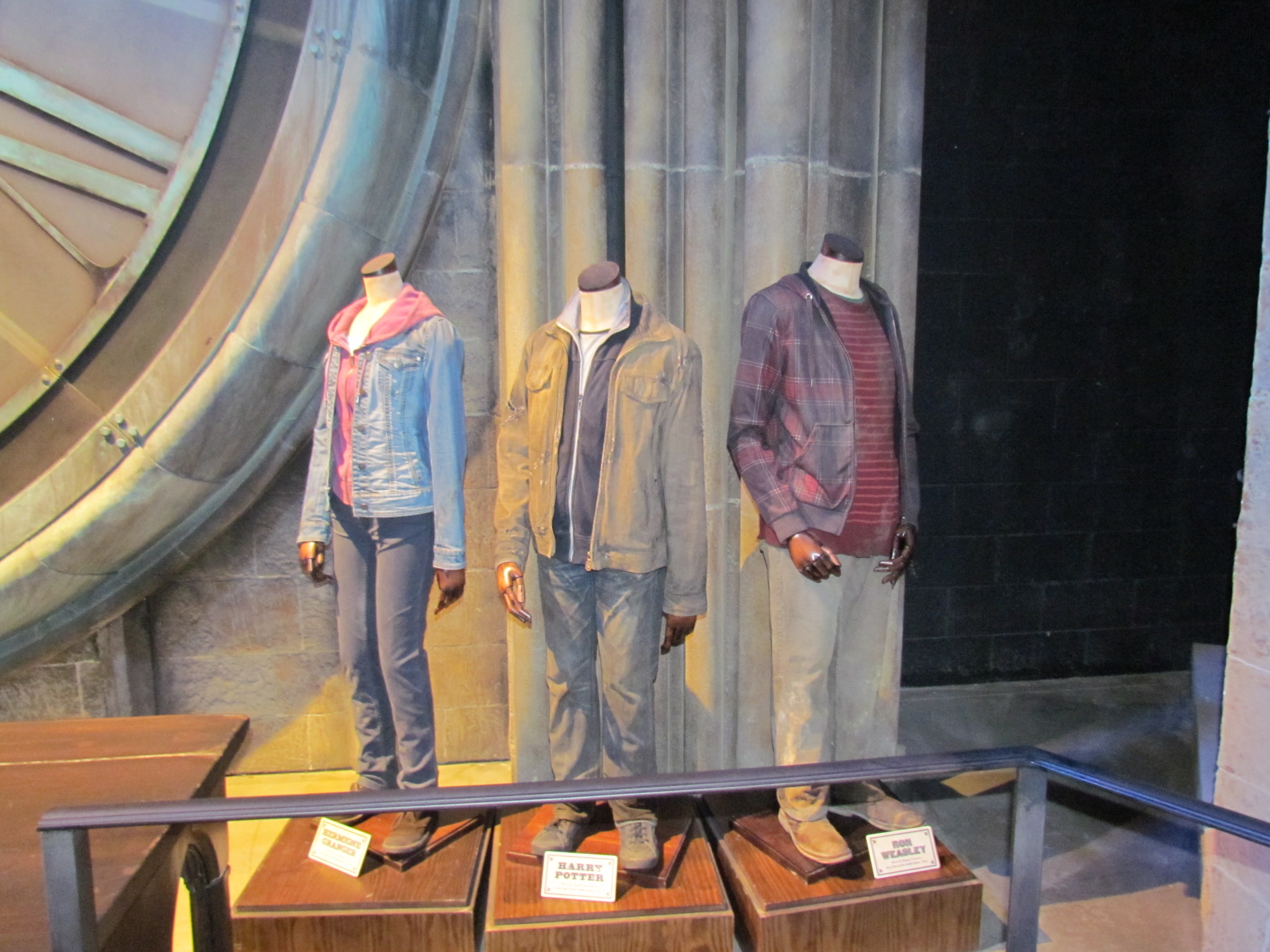
Kostuums van Emma Watson als Hermelien Griffel, Daniel Radcliffe als Harry Potter en Rupert Grint als Ron Wemel uit de filmreeks Harry Potter.

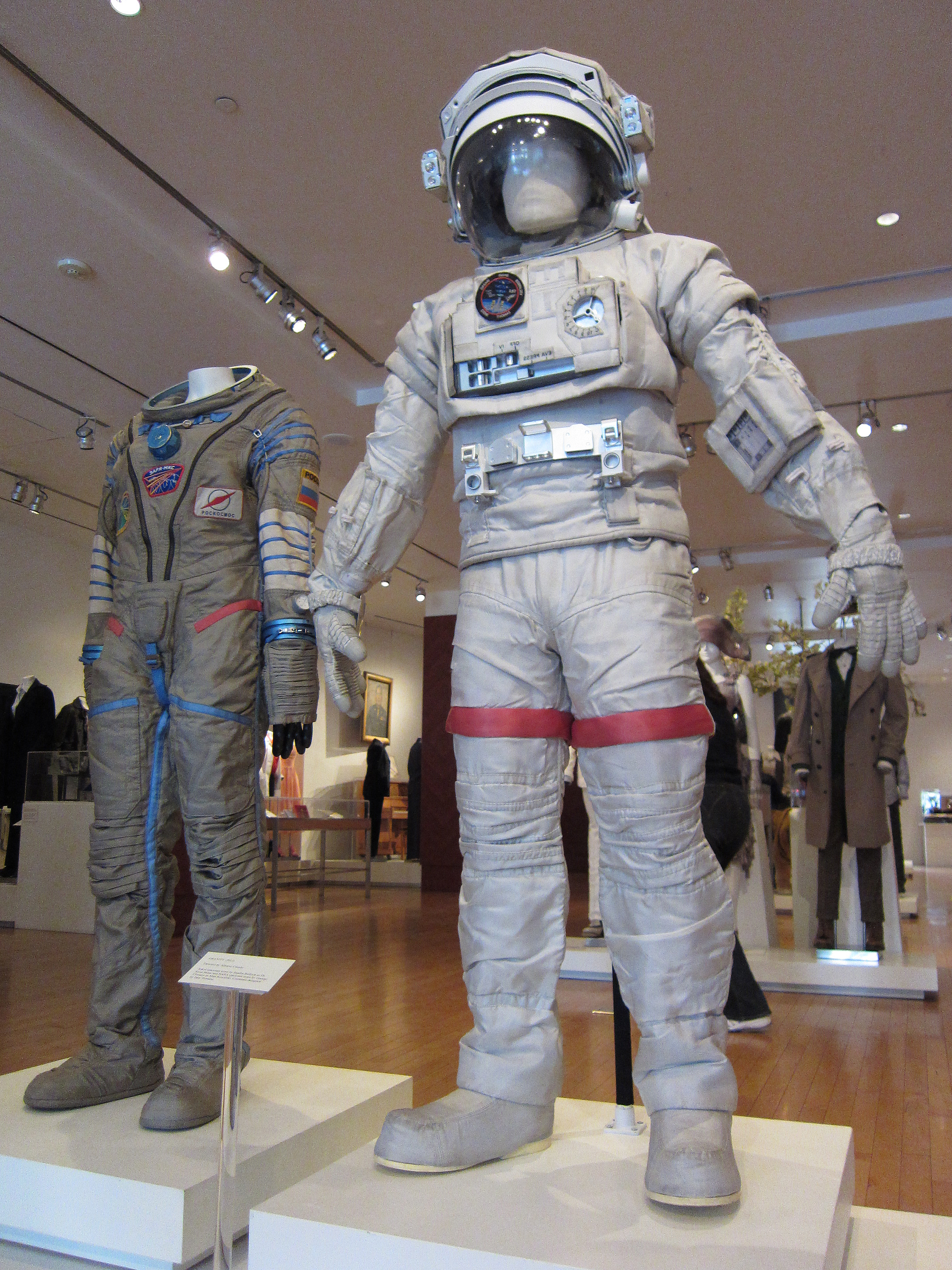
Kostuums van Sandra Bullock als Dr. Ryan Stone en George Clooney als Matt Kowalski uit de film Gravity.

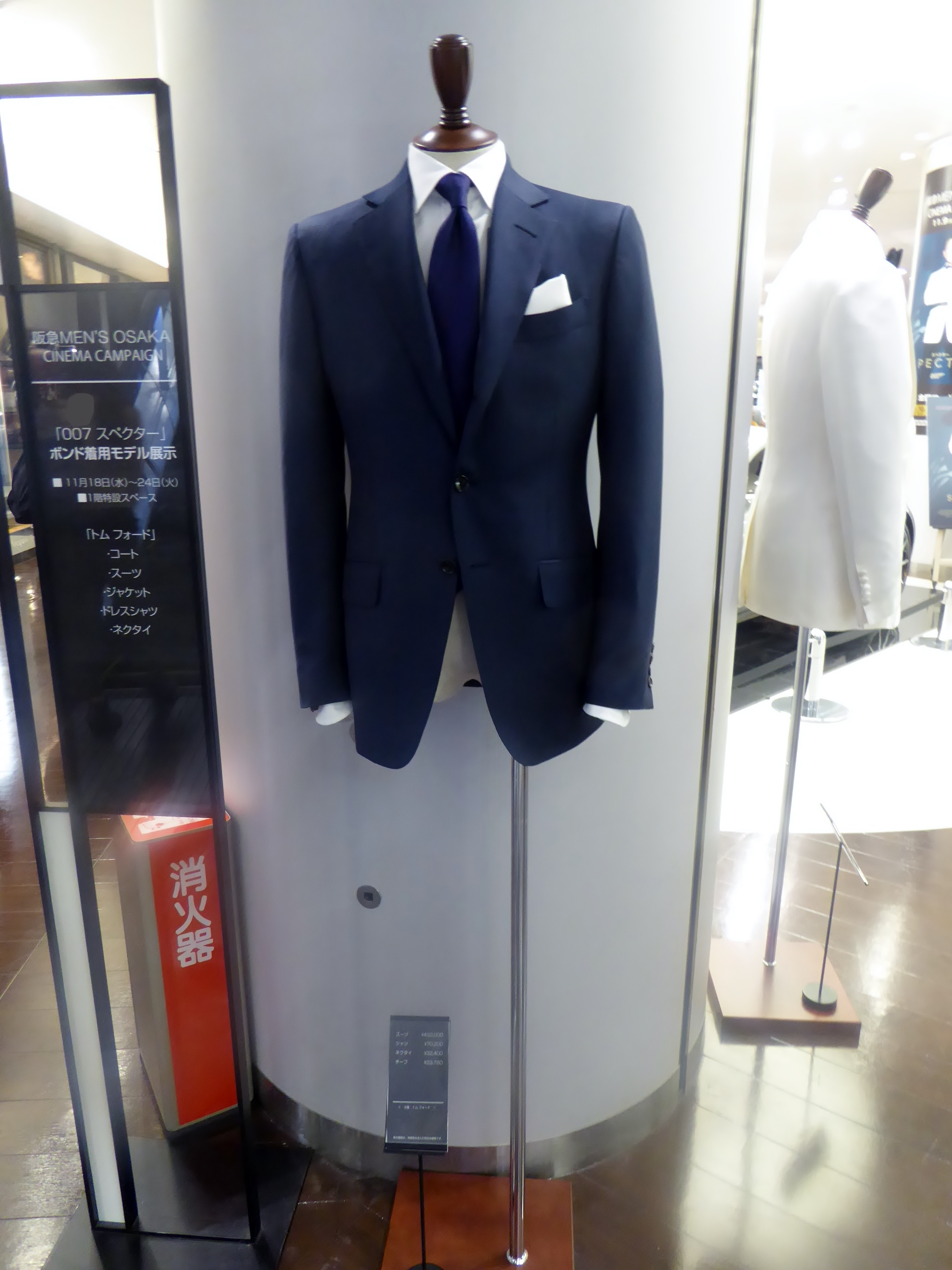
Kostuum van Daniel Craig als James Bond uit de film Spectre.

| Jaar | Titel                                        | Opmerkingen |
| ---- | -------------------------------------------- | --- |
| 1975 | Rooie Sien                                   | als Jany Fischer |
| 1979 | Uit elkaar                                   | als Jany Hubar |
| 1980 | The Lucky Star                               | als Jany van Hellenberg Hubar |
| 1982 | De stilte rond Christine M.                  | als Jany Hubar |
| 1983 | Een zaak van leven of dood                   | als Jany Hubar |
| 1983 | De lift                                      | als Jany Hubar |
| 1984 | Ciske de Rat                                 | als Jany Hubar |
| 1985 | De ijssalon                                  | als Jany van Hellenberg Hubar |
| 1985 | De prooi                                     | als Jany van Hellenberg Hubar |
| 1985 | De Dream                                     | als Jany Hubar |
| 1986 | Op hoop van zegen                            | als Jany van Hellenberg Hubar |
| 1988 | Honneponnetje                                | als Jany van Hellenberg Hubar |
| 1989 | Rituelen                                     | |
| 1990 | In the Shadow of the Sandcastle              | als Jany Hubar |
| 1992 | De Johnsons                                  | |
| 1992 | Voor een verloren soldaat                    | |
| 1993 | Belle van Zuylen - Madame de Charrière       | |
| 1993 | De tussentijd                                | |
| 1994 | 1000 Rosen                                   | |
| 1994 | De vlinder tilt de kat op                    | |
| 1995 | Hoogste tijd                                 | |
| 1995 | Antonia                                      | |
| 1995 | All Men Are Mortal                           | |
| 1996 | Crimetime                                    | |
| 1997 | Karakter                                     | |
| 1997 | House of America                             | BAFTA Award, Wales voor beste kostuums |
| 1998 | The Commissioner                             | |
| 1999 | Sunset Heights                               | |
| 1999 | De bal                                       | |
| 2000 | Rancid Aluminium                             | |
| 2000 | Gangster No. 1                               | |
| 2000 | The Luzhin Defence                           | |
| 2001 | High Heels and Low Lifes                     | Nominatie: British Independent Film Award voor beste technische prestatie                                                                               |
| 2001 | Invincible                                   | |
| 2002 | La balsa de piedra                           | |
| 2002 | A Family Man                                 | |
| 2002 | Moonlight                                    | |
| 2003 | Resistance                                   | |
| 2004 | Harry Potter and the Prisoner of Azkaban     | Nominatie: Saturn Award voor beste kostuums |
| 2004 | Bridget Jones: The Edge of Reason            | |
| 2005 | Harry Potter and the Goblet of Fire          | Nominatie: Satellite Award voor beste kostuums Nominatie: Saturn Award voor beste kostuums                                                              |
| 2006 | Copying Beethoven                            | |
| 2006 | Children of Men                              | |
| 2007 | Harry Potter and the Order of the Phoenix    | Nominatie: Saturn Award voor beste kostuums Nominatie: Costume Designers Guild Award voor excellentie in een fantasyfilm                                |
| 2008 | In Bruges                                    | |
| 2009 | Harry Potter and the Half-Blood Prince       | Nominatie: Saturn Award voor beste kostuums |
| 2010 | Harry Potter and the Deathly Hallows: Part 1 | Nominatie: Saturn Award voor beste kostuums |
| 2011 | Harry Potter and the Deathly Hallows: Part 2 | Costume Designers Guild Award voor excellentie in een fantasyfilm Nominatie: Saturn Award voor beste kostuums                                           |
| 2012 | Wrath of the Titans                          | |
| 2012 | Skyfall                                      | Costume Designers Guild Award voor excellentie in een hedendaagse film                                                                                  |
| 2013 | Gravity                                      | |
| 2014 | Hercules                                     | |
| 2015 | Spectre                                      | |
| 2015 | Victor Frankenstein                          | |
| 2016 | Passengers                                   | |
| 2017 | Film Stars Don't Die in Liverpool            | |
| 2019 | The Kid Who Would Be King                    | |
| 2019 | Judy                                         | Nominatie: BAFTA Award voor beste kostuums Nominatie: British Independent Film Award voor beste kostuums Nominatie: Satellite Award voor beste kostuums |
| 2019 | 6 Underground                                | |
| 2021 | Black Widow                                  | |

## Televisie
Televisiefilms
| Jarr | Titel                    | Opmerkingen                   |
| ---- | ------------------------ | ----------------------------- |
| 1983 | Tony                     | als Jany van Hellenberg Hubar |
| 1994 | Coma                     |                               |
| 1995 | Achilles en het zebrapad |                               |
| 1996 | Marrakech                |                               |
| 1998 | Het glinsterend panster  |                               |

Televisieseries
| Jaar | Titel                | Opmerkingen                                                    |
| ---- | -------------------- | -------------------------------------------------------------- |
| 1976 | Sil de Strandjutter  | als Jany Fischer                                               |
| 1989 | Beppie               |                                                                |
| 1991 | De Dageraad          |                                                                |
| 1994 | Pril geluk           |                                                                |
| 1995 | De Partizanen        |                                                                |
| 1996 | In naam der Koningin |                                                                |
| 1998 | Oud Geld             |                                                                |
| 2022 | House of the Dragon  | Primetime Emmy Award voor uitstekende fantasy-/sci-fi-kostuums |
| 2024 | Disclaimer           |                                                                |

## Prijzen
Primetime Emmy Awards
- 2024: House of the Dragon, Outstanding Fantasy/Sci-Fi Costumes. Voor afl. "The Heirs of the Dragon"

BAFTA Awards, Wales
- 1998: House of America, Best Costume.

Costume Designers Guild Awards
- 2012: Harry Potter and the Deathly Hallows: Part 2, Excellence in Fantasy Film.
- 2013: Skyfall, Excellence in Contemporary Film.
- 2023: House of the Dragon, Excellence in Sci-Fi/Fantasy Television. Voor afl. "The Heirs of the Dragon"

Nederlands Film Festival
- 1995: Speciale juryprijs, voor haar kostuumontwerpen.

Rembrandt Awards
- 2010: Honorary Award, voor haar werk als kostuumontwerpster.